# Şayan Kadınefendi
Şayan Kadınefendi, rozená Safiye Zan (4. ledna 1853 Anapa - 15. března 1945 Istanbul) byla třetí ženou sultána Murada V.

## Biografie
Šlechtična Şayan se narodila v lednu 1853 do Natukhaijské hraběcí rodiny. Ve velmi mladém věku se její rodina přestěhovala z Kavkazu do Istanbulu, kde se dostala do sultánova harému. Nejdříve sloužila pro vedení harému. Nicméně brzy si jí všiml princ Murad (později sultán Murad V.) a oženil se s ní v únoru roku 1869 v paláci Beşiktaş. 
Po čase otěhotněla. Pertevniyal Sultan ji poslala do svého paláce za porodní bábou, aby zde podstoupila potrat. Když porodní bába dorazila, princ Murad zajistil u svého otce sultána Abdulazize, aby mohl potrat být proveden jinde, než v paláci patřící dynastii. Byla poslána do domu doktora Emina Paši, odkud pak byla poslána do starého paláce. V roce 1870 se jí narodila dcera Hatice Sultan; o ní se nevědělo až do doby, kdy se Murad stal sultánem. Po jeho nástupu na trůn v roce 1909 darovala Şayan jako vděk doktorově rodině mnoho zlata. 
Po 3 měsících vlády jejího manžela byla společně s ním vězněna v paláci Çırağan. Po několika letech zde přišla o mentální zdraví. Po osvobození se přestěhovala do Ortaköy, kde zůstala až do své smrti v roce 1945.